# Françoise Marguerite Janiçon
Françoise Marguerite Janiçon, född 1711 i Holland, död 1789, var en svensk författare.
Hon var dotter till författaren och tidningsutgivaren François Michel Janiçon, minister i Hessen-Kassel: familjen var av hugenottursprung. Hon bosatte sig i Sverige 1741 med sin man historiografen Carl Gustaf Warmholtz (1713-1785). Janicons make adlades 1752 för att kunna köpa godset Christineholm.
Hon tillhörde det begränsade antal kvinnor, sex stycken, som öppet deltog i den politiska debatten med sitt eget namn under frihetstiden snarare än under pseudonym: jämsides med Elisabeth Stierncrona och Anna Antoinetta Gyllenborg, som under riksdagen 1755-56 försvarade hattarnas politik, Hedvig Charlotta Nordenflycht, Charlotta Frölich och Anna Margareta von Bragner. Janicon kallades av Gjörwell "Sveriges lärdaste fruntimmer". Hon sågs som en skicklig brevskrivare och brevväxlade bland annat om politik med Carl Reinhold Berch. Hon utgav 1767 Tankar i anledning af Sista Öfwerflöds-Förordningen Och Dess wärkställighet; Fattade i pennan, och Dedicerade til MALCONTENTERNE, Af En Fri Svensk. Hon stödde där ståndssamhällets och överflödsannordningar inriktade på att bibehålla bland annat vissa sorts kläder för adeln och vände sig främst till kvinnliga konsumenter vid frågor om hur samhällsekonomin skulle organiseras. Tillsammans med Charlotta Frölich var den ena av två kvinnor under sitt sekel som utvecklade tankar om hur staten skulle sköta ekonomin.
Verk
- Tankar i anledning af Sista Öfwerflöds-Förordningen Och Dess wärkställighet; Fattade i pennan, och Dedicerade til MALCONTENTERNE, Af En Fri Svensk (1767)